# Casalvecchio Siculo
Casalvecchio Siculo ist eine Gemeinde in der Metropolitanstadt Messina in der Region Sizilien in Italien mit 718 Einwohnern (Stand 31. Dezember 2023).

## Lage und Daten
Casalvecchio Siculo liegt 40 km südwestlich von Messina. Die Einwohner arbeiten hauptsächlich in der Landwirtschaft (Wein, Oliven und Getreide). 
Die Nachbargemeinden sind Antillo, Castroreale, Forza d’Agrò, Furci Siculo, Limina, Sant’Alessio Siculo, Santa Lucia del Mela, Santa Teresa di Riva und Savoca.

## Geschichte
In der Antike war Casalvecchio Siculo ein kleiner Ort. Calatabieth hieß die Gemeinde zu arabischer Zeit. Vom 9. Jahrhundert bis zum 18. Jahrhundert gehörte der Ort zu Savoca. In der Zeit von 1928 bis 1939 war Casalvecchio Siculo ein Ortsteil von Santa Teresa di Riva. Seit dieser Zeit ist die Gemeinde selbstständig.

## Sehenswürdigkeiten

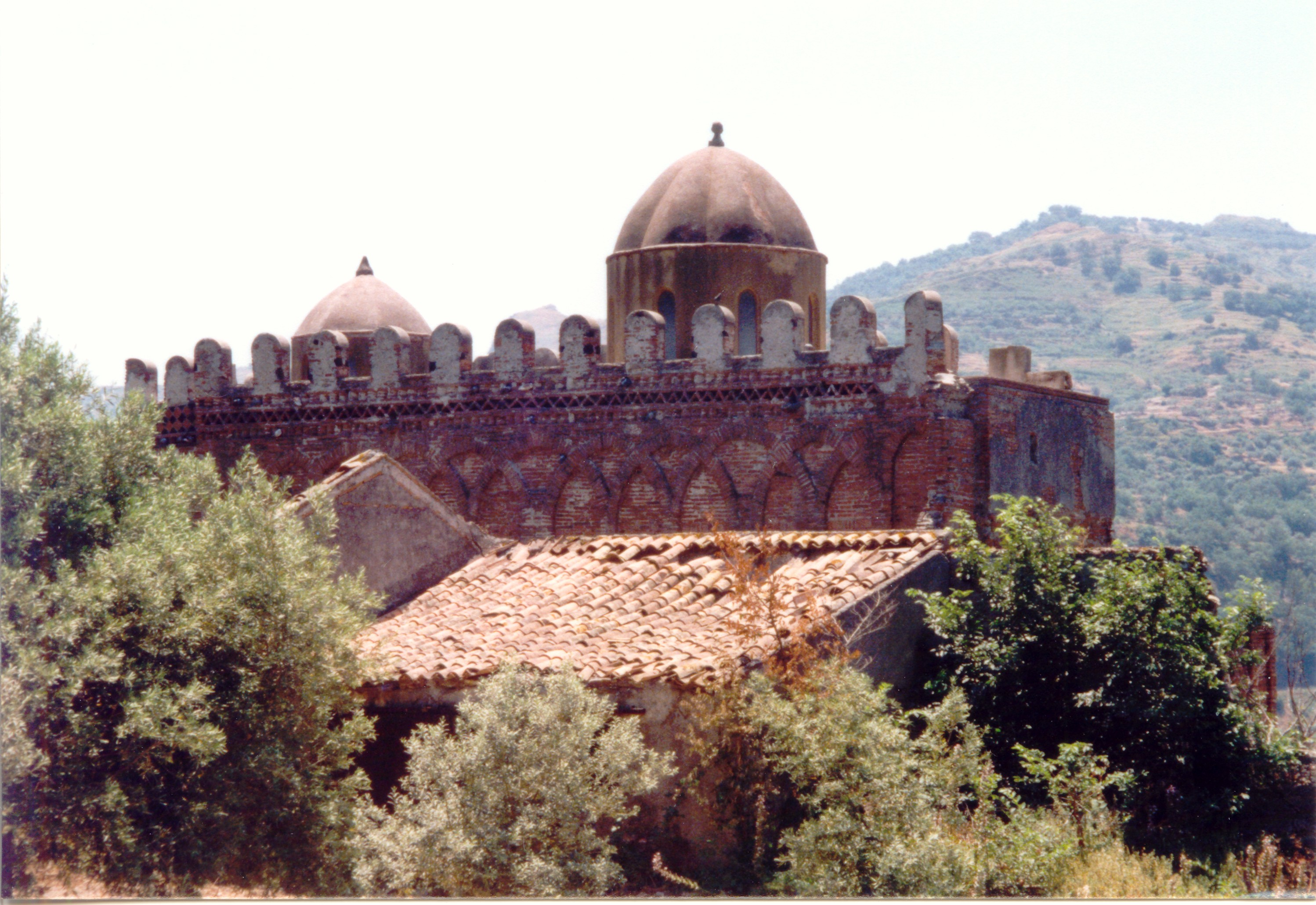
Basilika SS. Pietro e Paolo di Agro

Die Kirche Sant’ Onofrio stammt aus dem 16. Jahrhundert. Neben der Kirche Sant’ Onofrio steht das Kirchenmuseum. 
In der Nähe des Flusses Agro steht die Basilika Santi Pietro e Paolo aus der normannischen Zeit. Die Kirche hat drei Schiffe mit zwei Kuppeln. Außen an der Kirche harmonisiert der Lavastein gut mit dem Tuffstein.